# Copilia mirabilis
Copilia mirabilis är en kräftdjursart som beskrevs av James Dwight Dana 1849. Copilia mirabilis ingår i släktet Copilia och familjen Sapphirinidae. Inga underarter finns listade i Catalogue of Life.